# Comté de Weakley
Le comté de Weakley est un comté de l'État du Tennessee, aux États-Unis, fondé en 1823.